# Тосунян, Гарегин Ашотович
Гареги́н Ашо́тович Тосуня́н (арм. Գարեգին Աշոտի Թոսունյան; род. 14 мая 1955, Ереван, Армянская ССР, СССР) — государственный, научный и общественный деятель, президент Ассоциации российских банков (с 2002 г по н.в.),  член-корреспондент РАН (2011), академик РАН (2019), профессор (2000 г), доктор юридических наук (1995 г), кандидат физико-математических наук (1986 г), заслуженный деятель науки РФ (2010 г). 

## Образование
- В 1971 г.  окончил школу с золотой медалью и поступил на физический факультет МГУ им. М.В. Ломоносова, который окончил в декабре 1976 г.
- В 1989 г. окончил факультет «Правоведение» Всесоюзного юридического заочного института.
- В 1992 г. окончил экономическое отделение Академии народного хозяйства при Правительстве РФ.
- В 1995 г. окончил Институт повышения квалификации по финансово-банковской специальности Финансовой академии при Правительстве РФ.

## Профессиональная и трудовая деятельность
- С февраля 1977 г. Г.А. Тосунян работал во Всесоюзном электротехническом институте им. В.И. Ленина в должности  младшим научным сотрудником, затем заместитель начальника отдела.
- В 1988-1990 гг. работал в Главном управлении по науке и технике Мосгорисполкома: главным специалистом, начальником отдела, начальником управления.
- В 1990 г. инициировал создание и возглавил Управление научно-производственной кооперации Главного управления по науке и технике Мосгорисполкома, далее систему Территориальных межотраслевых производственно-технических управлений (ТМПТУ), организованных им в 24 районах Москвы.
- Разработка и научно-практическое обоснование созданной Тосуняном Г.А. системы  легли в основу его  кандидатской диссертации по праву.
- В 1990 г. по поручению руководства Мосгорисполкома Тосунян Г.А. создал  Банк развития науки и технологий (Технобанк) и возглавлял его до приглашения на работу в аппарат Председателя Правительства РФ в конце 1998 года.
- В 1991 г. участвовал в создании Ассоциации российских банков и избран вице-президентом.
- В 1992 г. Г. А. Тосунян создал и возглавил Межбанковский финансовый дом.
- В 1994 г. организовал Центр научных исследований Межбанковского финансового дома (МФД), на базе которого с коллегами разработал основополагающие начала теории банковского права, которые легли в основу новой комплексной отрасли российского права.
- В 1995 г. разработал первую в России вузовскую программу курса «Банковское право» (впоследствии курс стал самостоятельной учебной дисциплиной).
- В 1996 г. авторский коллектив под руководством Г.А. Тосуняна подготовил и издал первый в стране учебник «Банковское право Российской Федерации. Общая часть». В том же году  в Академии народного хозяйства при Правительстве РФ организовал и возглавил первую в России кафедру банковского права и финансово-правовых дисциплин.
- В 1997 г. по инициативе академика РАН Б.Н. Топорнина, Г.А Тосунян организовал и возглавил Сектор банковского и финансового права в Институте государства и права РАН.
- В 1998 г. стал советником Председателя Правительства РФ Е.М. Примакова.
- С 2002 г. по настоящее время – президент Ассоциации российских банков.
- В начале 2000-х гг. совместно с коллегами разработал теорию российского законодательства о кредитных историях. На ее основе в стране создан институт кредитных историй.
- По инициативе  Тосуняна Г.А.,  Ассоциацией российских банков и группой банков было учреждено одно из первых кредитных бюро в России - Акционерное общество «Национальное бюро кредитных историй» (НБКИ) (2005 г.).
- С 2022 г. Тосунян Г.А. возглавил Совет директоров НБКИ.
- В 2008 г. избран иностранным членом Национальной академии наук Республики Армения.
- В 2003-2010 гг. под руководством Г.А. Тосуняна разработаны основные положения осуществления деятельности института Общественного защитника прав потребителей на рынке финансовых услуг (Финансового омбудсмена).
- В 2010 году, впервые в России, Финансовый омбудсмен приступил к практической деятельности при Ассоциации Российских Банков.
- В 2011 г. Тосунян Г.А. избран член-корреспондентом РАН.[1] [2]
- В 2012 г. по инициативе  Тосуняна Г.А. создан Совет по правовым, экономическим, социально-политическим и психологическим аспектам финансово-кредитной системы Отделения общественных наук РАН.
- Впоследствии  Совет был переименован в Научно-консультативный совет по правовым, психологическим и социально-экономическим проблемам общества Отделения общественных наук РАН (НКС ООН РАН) (со дня создания и по наст. время Г.А. Тосунян является сопредседателем Совета).
- В 2019 г. учредил Национальный исследовательский институт Доверия, Достоинства и Права (НИИ ДДиП), приоритетами которого являются изучение общественных процессов через призму доверия и достоинства, их правовое обеспечение и стимулирование, а также развитие культуры научной дискуссии.
- В 2019 г. Тосунян Г.А. избран академиком РАН.
- В 2020 г. утвержден сопредседателем Научного совета РАН по проблемам защиты и развития конкуренции.
- В качестве Президента Ассоциации российских банков (2002 г. – н.вр.), главного научного сотрудника Института законодательства и сравнительного правоведения при Правительств РФ (н.вр.), а также члена общественных и консультативных советов (при Совете Федерации ФС РФ, Председателе Банка России, Службе финансового уполномоченного, Федеральной антимонопольной службе РФ, РСПП и др.) Тосунян Г.А.  принимает участие в научных разработках и практической реализации законодательного регулирования банковской деятельности.

- В настоящее время Г.А. Тосунян занимается исследованиями в области правового регулирования финансовой и банковской системы, в том числе правового регулирования конкуренции в финансовой сфере.

Тосунян Г.А. является также:
- президентом Общества дружбы и культурных связей с Хорватией;
- вице-президентом Вольного экономического общества;
- членом Совета по развитию финансового рынка при Совете Федерации ФС РФ;
- членом Совета по профессиональным квалификациям финансового рынка;
- членом Президиума Национального аккредитационного совета делового и управленческого образования;
- членом Комиссии Российской Федерации по делам ЮНЕСКО;
- членом редколлегий ряда научных и отраслевых журналов.

## «Рабочие завтраки у Тосуняна»
«Рабочие завтраки у Тосуняна» проходят с начала 90-х годов.
В них принимают участие банкиры, представители ЦБ, Госдумы, Совета Федерации, различных ведомств, академической и вузовской науки, эксперты по финансово-банковскому профилю.
С марта 2020 года  Научно-консультативный совет по правовым, психологическим и социально-экономическим проблемам общества Отделения общественных наук РАН (НКС ООН РАН) и Национальный исследовательский институт Доверия, Достоинства и Права (НИИ ДДиП) стали проводить совместные заседания   в формате «Рабочих завтраков у Тосуняна». 

## «Открытые дискуссии Президента АРБ»
С 2013 г. Тосунян Г.А. реализует проект «Открытые дискуссии Президента АРБ», направленный на широкое обсуждение экономических, правовых, философских, социально-психологических и других актуальных проблем развития общества. Спикерами проекта выступают известные ученые и общественные деятели.  Вузами-партнерами являются   более 80 учебных заведений России.
За 10 лет состоялось более 70 открытых дискуссий.

## Научные публикации
Г.А. Тосунян – автор более 250 научных публикаций, более 30 монографий, включая «Теорию банковского права».
Основные работы:
- Банковское дело и банковское законодательство в России: опыт, проблемы, перспективы. М., 1995.
- Деньги и власть: теория разделения властей и современность. М., 1998.
- Общий и постатейный комментарий к Федеральному закону «О реструктуризации кредитных организаций». М.,2000.
- Теория банковского права. В 2 тт. М., 2004.
- Теория саморегулирования рынка. М., 2004.
- Банковское саморегулирование. М., 2006.
- Банкизация России: право, экономика, политика. М., 2008.
- Банковское и финансовое право. М, 2011.
- Актуальные проблемы банковского и смежного законодательства. М., 2011.
- Государственное регулирование и мораль. Сила в правде. Некоторые признаки государственного имморализма на примере законодательства о кредитных историях. М., 2018. (в соавт.)
- Эволюция принципов законодательства о кредитных историях. М., 2014. (в соавт.)

С 2021 г. под редакцией Тосуняна Г.А. издаются материалы заседаний НКС ООН РАН и НИИ ДДиП, в числе которых:
- Анализируя сегодня, говорим и думаем о будущем (18.04.2020) / под общ. ред. академика РАН Г.А. Тосуняна. – М.: ООО «Новые печатные технологии», 2022. – 175 с.
- Конкурентоспособность российской науки: проблемы и решения (03.04.2021, 17.04.2021, 15.05.2021) / под общ. ред. академика РАН Г.А. Тосуняна. – М.: ООО «Новые печатные технологии», 2022. – 333 с.
- О проекте «Стратегия развития финансового рынка до 2030 года» (09.10.2021)  / под общ. ред. академика РАН Г.А. Тосуняна. – М.: ООО «Новые печатные технологии», 2021. – 155 с.
- О развитии конкуренции в сфере науки (30.10.2021)  / под общ. ред. академика РАН Г.А. Тосуняна. – М.: ООО «Новые печатные технологии», 2022. – 130 с.
- Социально-профессиональные проблемы прекаризации труда (18.12.2021) / под общ. ред. академика РАН Г.А. Тосуняна. – М.: ООО «Новые печатные технологии», 2023. – 131 с.
- Инвалидность и жизнь  (12.02.2022) / под общ. ред. академика РАН Г.А. Тосуняна. – М.: ООО «Новые печатные технологии», 2023. – 106 с.
- Санкции. Перспективы экспорта российских нефти и газа в условиях санкционного давления. Интернет-торговля: текущая ситуация и перспективы  (11.06.2022, 25.06.2022) / под общ. ред. академика РАН Г.А. Тосуняна. – М.: ООО «Новые печатные технологии», 2022. – 242 с.
- Общее образование: проблемы и решения (29.10.2023) / под общ. ред. академика РАН Г.А. Тосуняна. – М.: ООО «Новые печатные технологии», 2023. – 148 с.
- Китай: вчера, сегодня, завтра (19.11.2022) / под общ. ред. академика РАН Г.А. Тосуняна. – М.: ООО «Новые печатные технологии», 2023. – 189 с.
- Закат общества конкуренции и коллаборативное преимущество (21.01.2023) / под общ. ред. академика РАН Г.А. Тосуняна. – М.: ООО «Новые печатные технологии», 2022. – 128 с.
- Мировой океан: ресурсы и влияние на климат. Безусловный базовый доход: шанс для России? (04.02.2023) / под общ. ред. академика РАН Г.А. Тосуняна. – М.: ООО «Новые печатные технологии», 2023. – 171 с.